# Volta Grande (ort)
Volta Grande är en ort i Brasilien.   Den ligger i kommunen Volta Grande och delstaten Minas Gerais, i den sydöstra delen av landet, 900 km sydost om huvudstaden Brasília. Volta Grande ligger 219 meter över havet och antalet invånare är 5 063.
Terrängen runt Volta Grande är kuperad åt sydost, men åt nordväst är den platt. Närmaste större samhälle är Carmo, 19,5 km söder om Volta Grande.
Omgivningarna runt Volta Grande är huvudsakligen savann. Runt Volta Grande är det glesbefolkat, med 13 invånare per kvadratkilometer.